# Pelé
Pour les articles homonymes, voir Pelé, Arantes et Nascimento.
Edson Arantes do Nascimento, dit Pelé, né le 23 octobre 1940 à Três Corações (Brésil) et mort le 29 décembre 2022 à São Paulo (Brésil), est un footballeur international brésilien évoluant au poste d'attaquant et de meneur de jeu du milieu des années 1950 jusqu'en 1977.
Figure majeure du football, Pelé est considéré comme le plus grand joueur de tous les temps,,. Surnommé O Rei (« le roi »), Pelé est l'unique joueur à avoir remporté trois fois la Coupe du monde de football, en 1958, 1962 et 1970. Désigné athlète du siècle par le Comité international olympique (CIO), joueur du XXe siècle par la Fédération internationale de football association (FIFA), lauréat d'un FIFA Ballon d'Or Prix d'Honneur (été décerné qu'une seule fois en 2014),, membre de l'équipe mondiale du XXe siècle, l’attaquant brésilien est connu pour avoir marqué plus de mille buts dans sa carrière, une partie d'entre eux lors de matchs amicaux.
Attaquant intérieur gauche emblématique du Santos FC, il remporte à onze reprises le championnat de São Paulo dans les années 1950 et 1960 avec le club ainsi que deux doublés avec la Coupe intercontinentale et la Copa Libertadores en 1962 et 1963. Sortant d'une retraite sportive annoncée pour rejoindre le championnat des États-Unis en 1975, l'attaquant brésilien marque l'histoire du New York Cosmos en remportant le championnat 1977 mais aussi dans un rôle d'ambassadeur pour le développement du football dans le pays.
Bénéficiant d'une notoriété mondiale, icône sportive, Pelé prête son image à diverses entreprises et causes après sa retraite sportive. Il devient ambassadeur pour l'Organisation des Nations unies (ONU) et l'Organisation des Nations unies pour l'éducation, la science et la culture (UNESCO) à l'Éducation, l'Écologie et l'Environnement. Ministre extraordinaire des Sports du Brésil entre 1995 et 1998, il troque sa carrière politique pour celle d'ambassadeur lors d'événements organisés au Brésil comme les Jeux mondiaux militaires d'été de 2011 ou la Coupe du monde de football 2014. Parmi ses autres activités, Pelé fut également acteur, scénariste et producteur.

## Biographie

### Enfance et premières années
Edson Arantes do Nascimento naît à Três Corações (en français : « Trois Cœurs »), dans l'État du Minas Gerais, au nord de Rio de Janeiro, le 23 octobre 1940. Fils de Dondinho (João Ramos do Nascimento), ex-footballeur amateur, et de Celeste Arantes (1922-2024), il a un frère Jair « Zoca » et une sœur Maria Lucia. Pour sa date de naissance et son nom de famille, les registres de l'état civil de l'époque indiqueraient le 21 octobre 1940 et ceux de la paroisse où il a été baptisé mentionnent le 23 octobre. Son prénom est répertorié de manière différente selon les deux actes : le premier fait état de « Edison » (en hommage à Thomas Edison en raison de l'arrivée de l'électricité dans le village) tandis que le second mentionne « Edson ». Le prénom « Edson » et la date du 23 octobre seront les informations qui resteront finalement. Il est tout d'abord surnommé « Dico » par sa famille. À l'âge de trois ans, sa famille quitte Três Corações pour la municipalité de Bauru, dans l'État de São Paulo, où son père décroche un emploi de fonctionnaire et une place dans l'équipe de football de la ville.
Enfant très actif, sa mère le laisse quelquefois accompagner son père lors de ses entraînements de football. Ce serait lors d'un de ces entraînements qu'il aurait acquis le surnom de Pelé. Le petit Edson, qui n'avait que trois ans, s'amusait avec le gardien du Vasco de São Lourenço, le club de son père. C'est alors que son père remarque qu'il crie « Pilé » en essayant de prononcer le nom du gardien, un certain Bilé. « Pilé » deviendra « Pelé » et le surnom de l'enfant (même si sa famille et ses proches continueront à l'appeler Edson). Pelé n'a pas apprécié ce surnom et s'est battu avec le camarade de classe qui lui avait donné ce surnom,. Dans son autobiographie, Pelé a déclaré qu'il n'avait aucune idée de la signification de ce nom, pas plus que ses anciens amis. En dehors de l'affirmation selon laquelle le nom est dérivé de Bilé, et qu'il signifie « miracle » en hébreu, le mot n'a aucune signification en portugais,.
La première équipe de Pelé fut le Sete de Setembro, une équipe qui jouait sur un terrain en terre, nommée d'après la rue qui était le coin de la maison de Pelé. De Sete de Setembro, Pelé est ensuite allé à Ameriquinha, où il a porté des chaussures de football pour la première fois. Il fut champion du championnat local, le Torneio Início. À l'âge de 13 ans, Pelé commence à jouer pour « Baquinho », une équipe de jeunes du Bauru Atlético Clube, qui a remporté deux championnats de jeunes. Pelé fut le plus jeune membre de l'équipe. L'équipe du Bauru Atlético Clube présente alors une grande supériorité sur ses adversaires : dans l'un des matchs, elle s'est même imposée sur le score de 21-0, Pelé étant l'un des meilleurs buteurs de la rencontre avec sept buts inscrits. Au cours de sa première année d'existence, l'équipe fut championne avec six tours d'avance. Pelé attirait déjà l'attention à l'époque, et de nombreux spectateurs venaient aux matchs dans le but d'observer le garçon. Le « Baquinho » a été invité en 1954 à se produire dans les préliminaires d'un match de la deuxième division du championnat de l'État de São Paulo, face au champion des enfants de São Paulo. L'équipe du Bauru Atlético Clube a remporté le match par 12 buts à 1, avec cinq buts de Pelé, ce qui fut souligné dans le journal local de la ville.
L'équipe de « Baquinho » se dissout en 1955, et les garçons décident alors de créer une nouvelle équipe, cette fois pour jouer au football en salle. Ils nomment l'équipe « Radium », d'après le Radium Futebol Clube, un club de la ville de Mococa,. Le football en salle venait de devenir populaire à Bauru lorsque Pelé commence à jouer. Il participe à la première compétition de football en salle de la région. Pelé et son équipe remporte le premier championnat et plusieurs autres. Pelé se distingue alors dans ces championnats ; sa supériorité technique sur les autres est si grande que la Liga de Futebol Amador décide que Pelé ne pouvait jouer que dans les buts ou en défense. S'il passait le milieu du terrain avec le ballon, cela serait considéré une faute pour l'adversaire,. Selon Pelé, le football en salle présentait des défis difficiles à relever. Il disait que ce dernier était beaucoup plus rapide que le football sur gazon et que les joueurs devaient réfléchir plus vite car tout le monde est entouré de tout le monde sur le terrain. Pelé attribue au football en salle le mérite de l'avoir aidé à penser mieux et plus vite. En outre, le football en salle lui a permis de jouer avec des adultes lorsqu'il avait environ 14 ans. Lors d'un des tournois auxquels il a participé, il a d'abord été considéré comme trop jeune pour jouer, mais il est finalement devenu le meilleur buteur de la compétition avec quatorze ou quinze buts ; « cela m'a donné beaucoup de confiance », a-t-il déclaré plus tard.
En 1956, Pelé reçoit une offre du Bangu Atlético Clube, qui est refusée par Celeste, la mère de Pelé, qui ne voulait pas qu'il aille « dans une grande ville », selon ses propres mots. Pelé est également invité à jouer pour l'EC Noroeste, un club de la municipalité de Bauru. Waldemar de Brito, son entraîneur au Bauru Atlético Clube, s'oppose à cette idée, craignant que Pelé ne se blesse en jouant pour l'EC Noroeste. Waldemar de Brito lui suggère alors d'aller au Santos FC. La mère de Pelé, initialement contre l'idée car elle ne voulait pas que son fils devienne un joueur de football, est finalement convaincue par l'entraîneur de Pelé.

### 1956: arrivée au Santos FC
Pelé quitte sa famille en 1956 à l'âge de quinze ans pour s'installer à Santos et jouer au club du Santos FC en devenant professionnel,. Il s'entraîne directement avec l'équipe professionnelle mais joue avec les juniors. Il dispute son premier match avec les professionnels à l'occasion d'une rencontre amicale le 7 septembre 1956 contre les Corinthians de San André et y marque son premier but officiel. Après la blessure d'un titulaire, il prend une place dans l'équipe type très rapidement au début de l'année 1957.
Auteur de bonnes prestations, il est convoqué en équipe du Brésil et joue le 7 juillet 1957 lors de la Copa Roca contre l'Argentine au Maracanã, match au cours duquel il inscrit un but (défaite 1-2). Trois jours plus tard, il est titularisé pour la première fois en équipe du Brésil et, grâce à un nouveau but, permet de battre l'Argentine 2-0. Cette convocation prématurée lui permet de croire en ses chances pour participer à la Coupe du monde 1958 qui se déroule en Suède. Il termine meilleur buteur du championnat de l'État de Sao Paulo avec dix-sept buts qui lui permettent d'être sélectionné dans l'équipe en partance pour la Suède.

### 1958: premier titre de champion du monde

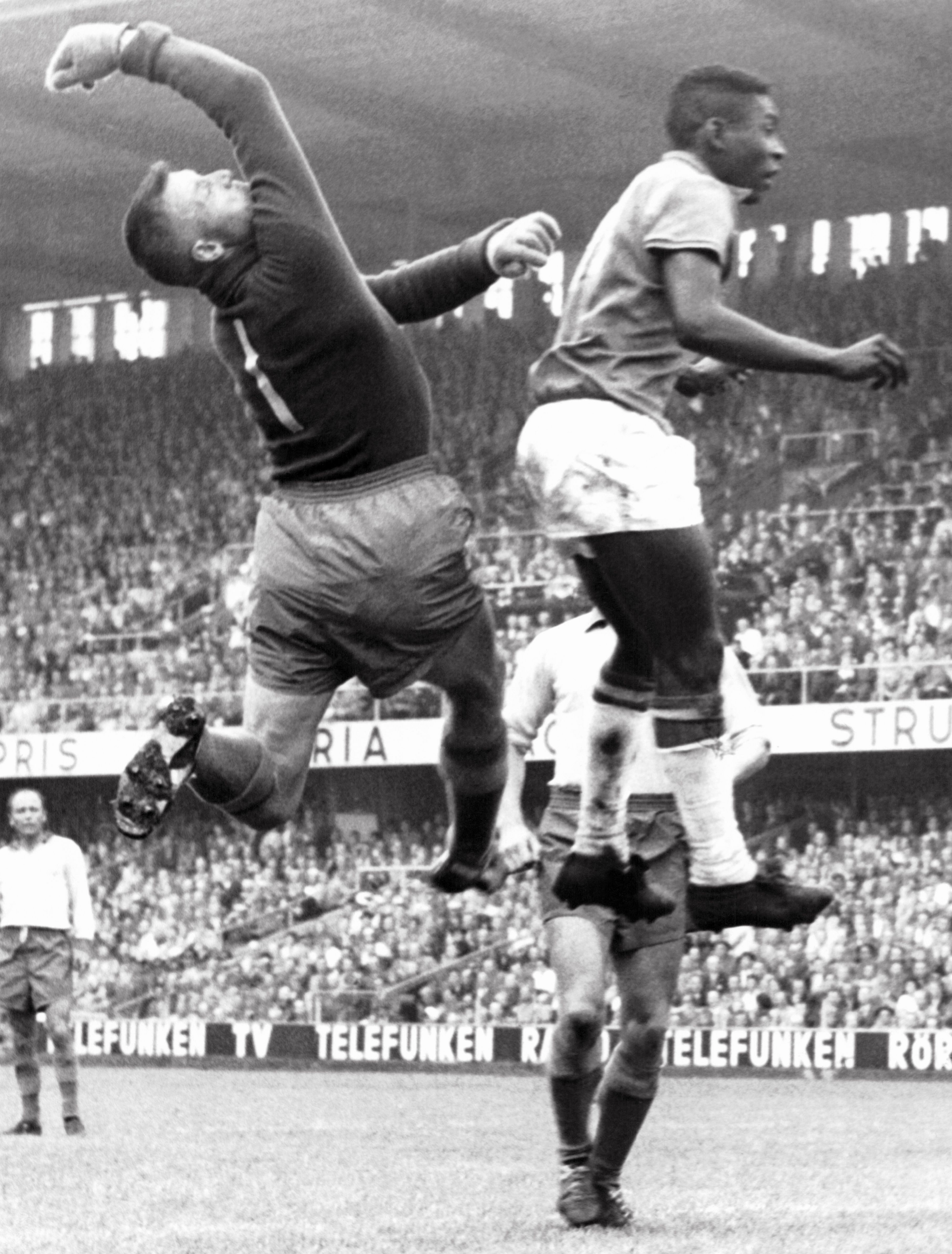
Pelé avec le gardien suédois Kalle Svensson pendant la Coupe du monde 1958 en Suède.

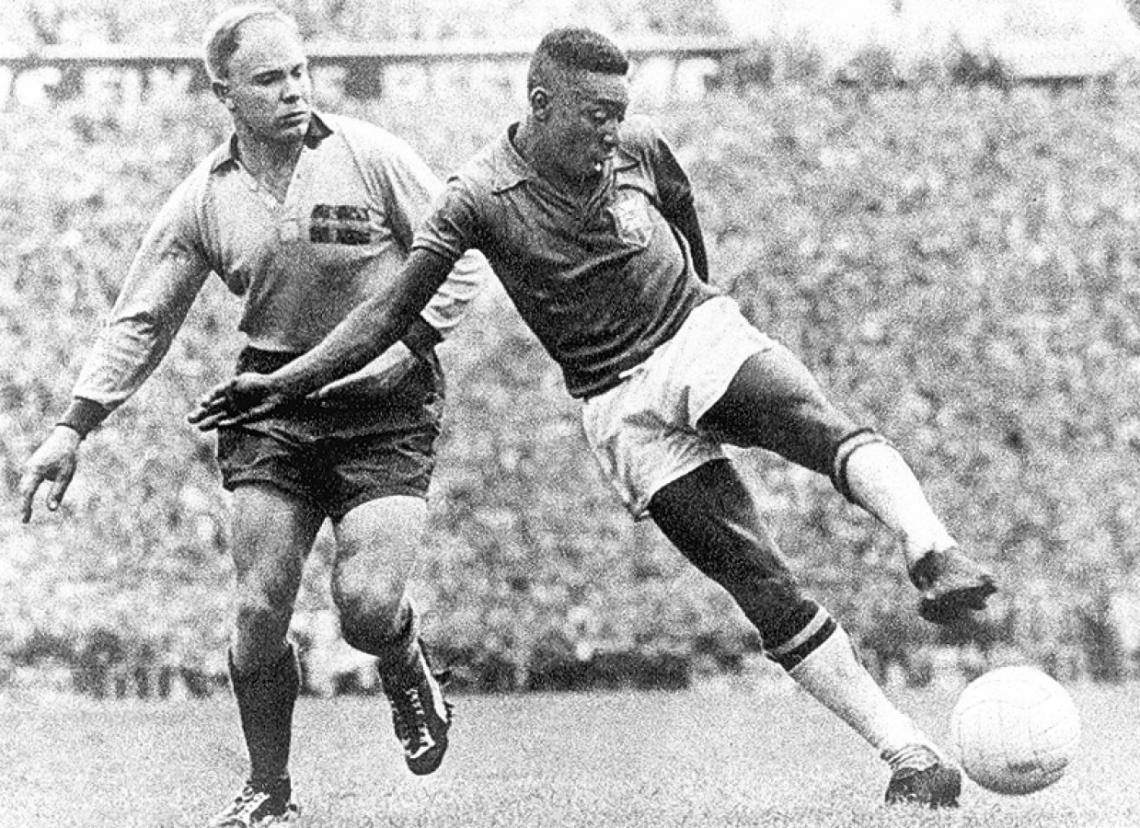
Pelé contre la Suède lors de la Coupe du monde 1958.

Appelé à jouer sa première Coupe du monde en 1958, Pelé se blesse quelques jours avant le début de la compétition lors d'un match amical contre le SC Corinthians Paulista. Le jeune attaquant ne participe ni aux matchs amicaux de préparation ni aux deux premiers matchs de la sélection brésilienne au Mondial, une victoire (trois buts à zéro face à l'Autriche) et le premier match nul sans but de l'histoire de la Coupe du monde contre l'Angleterre. Son remplaçant Dida déçoit. Lors du troisième match décisif contre l'URSS, Pelé fait ses débuts dans la compétition. Âgé de dix-sept ans seulement, il devient alors le plus jeune participant au tournoi. Le Brésil s'impose grâce à un doublé de Vavá et se qualifie pour les quarts de finale.
Titularisé pour le reste du tournoi, le jeune attaquant du Santos FC impressionne en marquant un somptueux but qui scelle la victoire un but à zéro contre le pays de Galles en quart de finale. Il devient, à 17 ans et 239 jours, le plus jeune joueur à marquer un but en Coupe du monde. Lors de la demi-finale contre la France, Pelé signe un triplé aux 53e, 64e et 76e minutes dans la victoire 5 buts à 2, au cœur d'une défense tricolore désorganisée,.
Le 29 juin 1958, Pelé et ses coéquipiers affrontent la Suède, pays hôte, lors de la première finale de Coupe du monde diffusée à la télévision en direct dans plusieurs pays. Les Brésiliens prennent le contrôle du match avec deux buts de Vavá avant la mi-temps. Puis, en seconde période Pelé se distingue en marquant un but qui est toujours classé parmi les plus beaux de l'histoire de la Coupe du monde : dix minutes après le début de la seconde période, le jeune Brésilien envoie le ballon au-dessus d'un défenseur avant de l'expédier dans les filets d'une volée parfaite. Le Brésil devient pour la première fois champion du monde grâce à une large victoire 5-2 qui marque l'arrivée de Pelé sur la scène internationale. Le numéro 10 de 17 ans quitte la pelouse en pleurs, épaulé par ses coéquipiers. Buteur à six reprises en l'espace de trois rencontres, Pelé termine deuxième meilleur buteur de la compétition derrière Just Fontaine et ses treize buts et devient, à dix-sept ans, le plus jeune vainqueur de la Coupe Jules Rimet.
Après cette victoire, Pelé et ses coéquipiers connaissent une véritable médiatisation à leur retour au pays (couvertures de magazines et entretiens notamment). Il s'agit du premier titre mondial du Brésil, huit ans après la terrible désillusion de 1950 où le Brésil avait perdu la finale chez lui, au Maracanã, face à son voisin l'Uruguay, effaçant ainsi le traumatisme national de cette défaite.

### 1962: deuxième titre de champion du monde et épopée du Santos FC

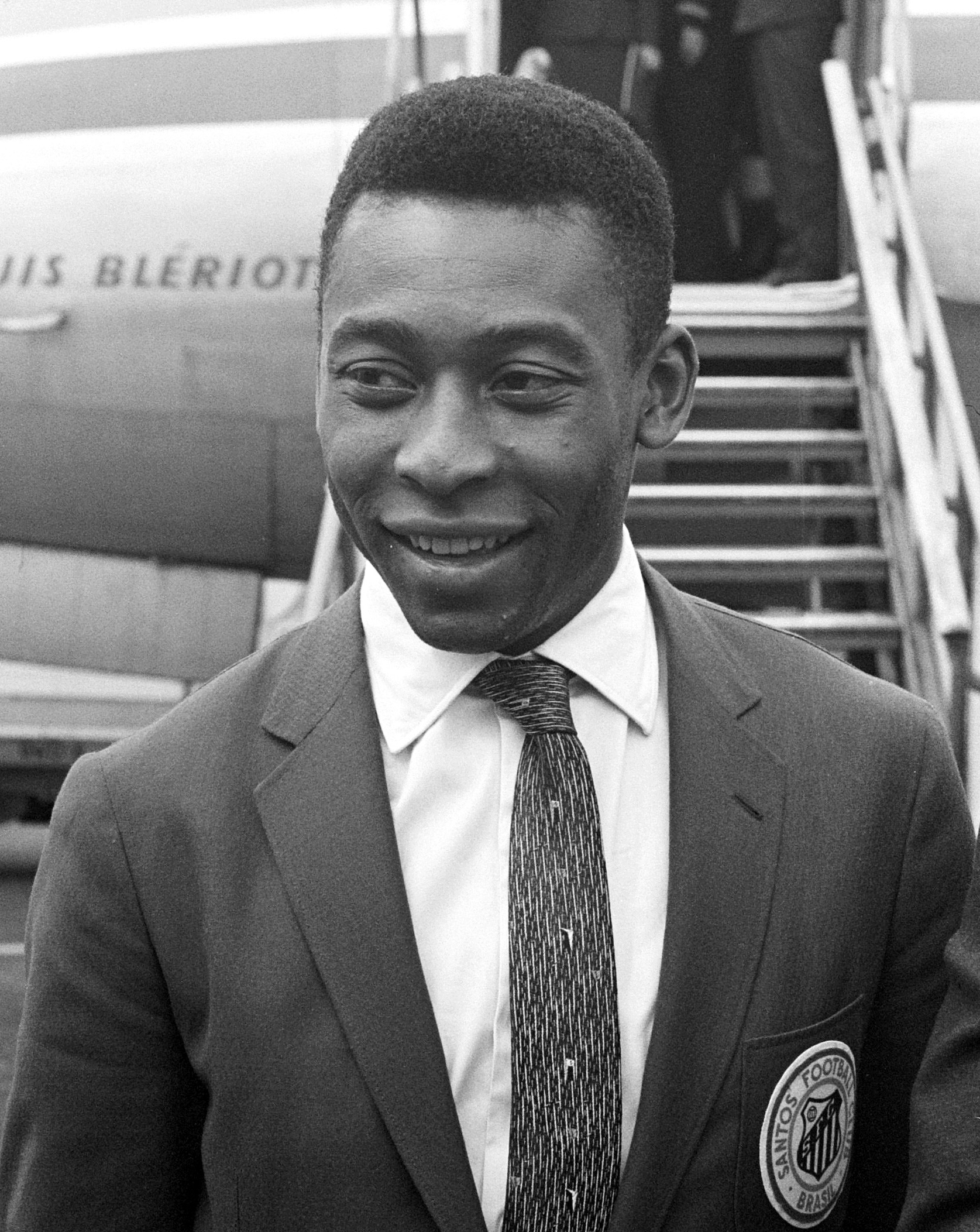
Pelé arrivant à l'aéroport d'Amsterdam-Schiphol (1962).

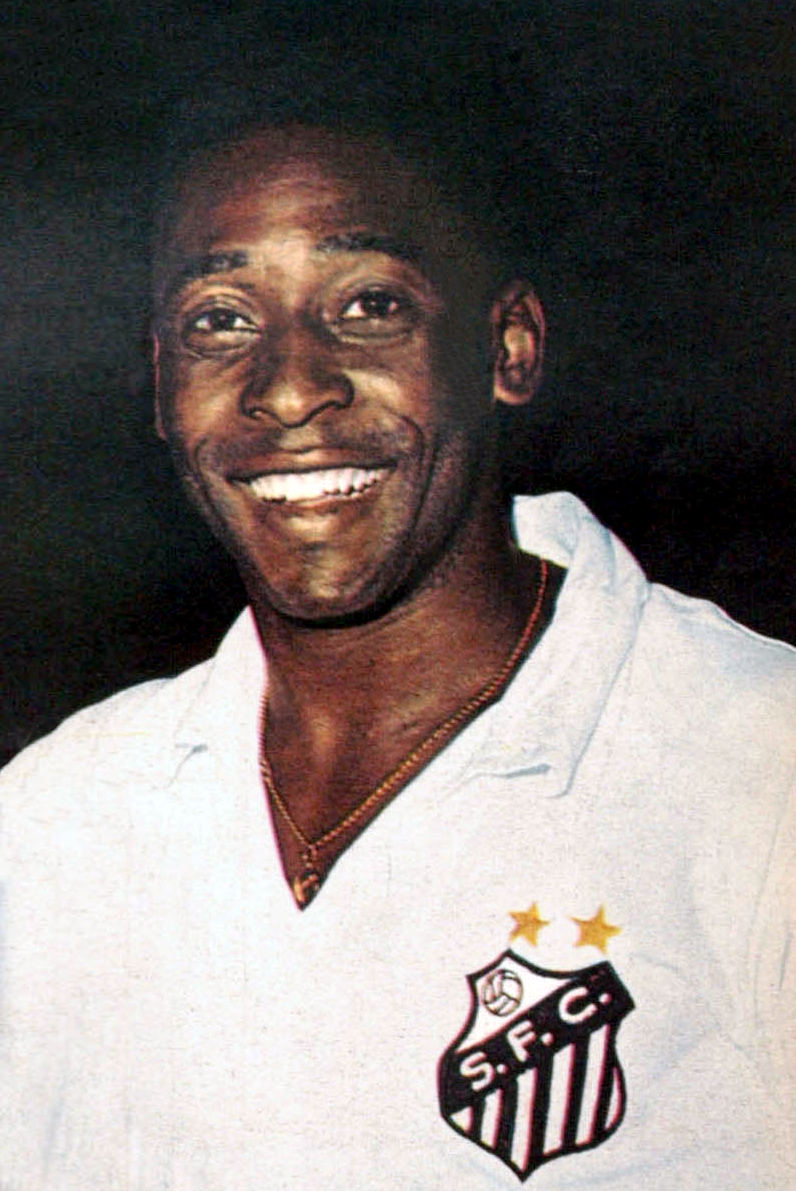
Pelé à Mar del Plata sous les couleurs du Santos FC (1965).

Malgré ce titre à 17 ans, Pelé poursuit sa carrière au Santos FC sans être le joueur le mieux payé. En raison de la superficie du Brésil et des difficultés de transport ne permettant pas la mise en place d'un championnat national régulier, le Santos FC dispute le championnat de São Paulo qui est, avec le championnat de Rio de Janeiro, l'un des deux championnats régionaux les plus relevés. Les meilleurs clubs de ces deux championnats disputent ensuite le tournoi Rio-São Paulo qui désigne de fait le champion du Brésil. Le Santos FC remporte le titre du championnat pauliste où Pelé termine meilleur buteur avec 58 buts (en 33 matchs) puis, pour la première fois de l'histoire du club, le tournoi Rio-São Paulo en 1959, puis deux nouveaux titres du championnat de São Paulo (1960, 1961). Par ailleurs, le club effectue de nombreuses tournées à travers le monde, notamment en Europe pour y rencontrer les meilleurs clubs du vieux continent qui n'hésitent pas à proposer des offres pour attirer Pelé. Pour la seule année 1960, Pelé joue 116 matchs. Cependant, le Congrès national du Brésil décide de mettre un terme à ces spéculations en le déclarant « Trésor national non exportable ».
Titulaire indiscutable en équipe du Brésil, Pelé participe en 1962 au Chili à sa seconde Coupe du monde. Le 30 mai 1962, le Brésil affronte le Mexique qu'il bat sur le score de 2-0 grâce à des buts de Mário Zagallo et Pelé. Le 2 juin, contre la Tchécoslovaquie, Pelé se blesse tout seul musculairement à la 25e minute (claquage) mais reste sur le terrain jusqu'à la fin du match car les remplacements ne sont pas autorisés. Le match se termine sur un score nul et vierge de 0-0. Pelé rend hommage aux défenseurs tchécoslovaques pour leur fair-play, ces derniers ayant retenu leurs gestes afin de ne pas aggraver sa blessure. Malgré tout, Pelé ne parvient pas à se remettre sur pied et ne prend donc part à aucun autre match dans le tournoi. Mais la Seleção, menée à nouveau par un Garrincha insaisissable et irréprochable, triomphe une seconde fois. Durant ce Mondial 1962, ayant démontré l'étendue de ses talents lors des entraînements, il était convenu que Pelé prendrait la place de gardien de but, si celui-ci se blessait et devait quitter le terrain en cours de rencontre. De même, en 1964, il sera amené à remplacer Gilmar dans les buts de son club, le Santos FC.
De retour au Brésil, il se rétablit et rejoint son club qui s'est qualifié pour la finale de la Copa Libertadores. Il ne joue que le match d'appui, le dernier, contre le CA Peñarol. Les deux équipes ayant reporté chacune un match, le Santos FC force enfin la décision en gagnant la rencontre décisive sur le score de 3-0 (doublé de Pelé). Ce titre permet au club brésilien de rencontrer le vainqueur de la Coupe d'Europe des clubs champions, le Benfica Lisbonne d'Eusébio en Coupe intercontinentale. Au match aller, le Santos FC s'impose 3-2 (doublé de Pelé) au Maracanã. Au match retour à Lisbonne, le Santos FC s'impose à nouveau contre le Benfica Lisbonne, 5-2 avec un triplé de Pelé (et après avoir mené 5 à 0) et remporte son premier titre intercontinental.
L'année suivante, le Santos FC parvient une nouvelle fois en finale de la Copa Libertadores, cette fois-ci contre le Boca Juniors, et remporte pour la deuxième fois le titre après une victoire au Maracanã à l'aller sur le score de 3-2, puis une autre au retour à la Bombonera sur le score de 2-1 dont le but victorieux inscrit par Pelé à la 82e minute. Ce succès permet donc au Santos FC de disputer également la Coupe intercontinentale contre l'AC Milan. Au match aller, l'AC Milan gagne 4-2 à San Siro malgré le doublé de Pelé, mais le Santos FC remporte le match retour 4-2 (blessé, Pelé ne joue pas). Un match d'appui est nécessaire et le Santos FC s'impose 1-0, remportant pour la deuxième fois le trophée intercontinental.

### 1966: déception de la Coupe du monde

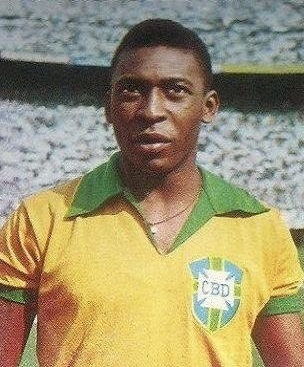
Pelé sous les couleurs de la Seleção lors de la Coupe du monde 1966 en Angleterre.

La célébrité de Pelé ne lui attire pas seulement les faveurs du public et des médias. L'attaquant de 25 ans du Santos FC devient la cible de tous les défenseurs. Son club tire le maximum du phénomène et accepte un nombre important de matchs amicaux à travers le monde, exposant ainsi son joueur vedette. Souvent blessé, Pelé récupère habituellement rapidement mais les blessures à répétition, qu'elles soient consécutives à sa surexposition ou aux agressions, finissent par lui poser des problèmes.
Double tenante du titre, l'équipe du Brésil est encore favorite de la Coupe du monde 1966 organisée en Angleterre et arrive donc confiante. Le 12 juillet, au Goodison Park, le défenseur de la Bulgarie Dobromir Zhechev serre le marquage sur Pelé après qu'il a marqué un but sur un coup franc qu'il a provoqué. Le Bulgare multiplie les agressions, toujours en retard. Un hématome derrière le genou droit empêche la vedette de jouer le match suivant contre la Hongrie. Le Brésil s'incline trois buts à un et se retrouve au pied du mur. Titularisé pour la dernière rencontre, décisive, contre le Portugal, Pelé observe Eusébio faire la différence pour le Portugal avant d'être blessé par João Morais qui l'agresse d'un tacle des deux pieds à la demi-heure de jeu. Victime d'un grand nombre de fautes tout au long du match, Pelé, peu aidé par l'arbitrage, est impuissant et termine le match en boitant, genou bandé. Le Portugal s'impose trois buts à un et élimine le Brésil, qui quitte le tournoi dès le premier tour. Dobromir Zhechev, le défenseur bulgare, dira plus tard : « J'ai commencé le travail. Morais l'a terminé ». La Coupe du monde sera finalement gagnée par l'Angleterre.

### 1970: troisième titre de champion du monde
Déçu du laxisme du corps arbitral et du traitement des défenseurs adverses, Pelé se concentre sur sa carrière en club mais ne parvient pas à remporter le championnat pauliste en 1966 avant de le reconquérir l'année suivante. Alors que la Coupe du monde 1970 au Mexique se profile, Pelé revient en sélection nationale en 1968 après une pause de deux ans, née de la déception de l'édition 1966. En 1968, il réalise le doublé championnat pauliste-Coupe du Brésil avec le Santos FC. L'attaquant brésilien multiplie les tournées avec son club et la sélection brésilienne à travers le monde.
À l'automne 1969, tous les médias sportifs brésiliens attendent le millième but de sa carrière (matchs amicaux inclus). Plus il s'approche de cet accomplissement, plus l'attaquant brésilien rencontre des problèmes d'efficacité. Aucune défense adverse ne souhaite être retenue dans l'histoire comme étant celle ayant encaissé ce fameux but. Le 19 novembre 1969, devant 65 000 spectateurs au stade Maracanã, Pelé inscrit ce millième but sur penalty face au Vasco de Gama FC. Immortalisé par les caméras en noir et blanc, ce but historique entraîne une explosion de joie dans le stade et l'envahissement du terrain par des journalistes et des supporteurs,. L'attaquant brésilien effectue un tour d'honneur et après vingt-cinq minutes d'interruption, le match reprend pour terminer par une victoire sur le score de deux buts à un du Santos FC.
Entraînée par Mário Zagallo, la sélection brésilienne se pose comme l'une des favorites de la Coupe du monde 1970 (qui est pour la première fois retransmise en couleur par des télévisions du monde entier). Titulaire, Pelé joue aux côtés des Jairzinho, Tostão, Rivelino et Carlos Alberto. Lors de la première journée, contre la Tchécoslovaquie, alors que le score est de 1-1, Pelé tente un lob de cinquante mètres sur le gardien Ivo Viktor et manque le cadre pour quelques centimètres. Il se reprend cependant plus tard en marquant le deuxième but de la victoire 4 buts à 1 du Brésil. Au match suivant contre le tenant du titre, Pelé met en lumière le gardien anglais Gordon Banks qui repousse son tir (une tête piquée à bout portant) de façon parfaite. Cet arrêt est considéré alors comme l'un des plus beaux arrêts de gardien de l'histoire. Pelé dira d'ailleurs après le match : « J'ai marqué un but, mais Banks l'a arrêté ». Malgré l'exploit de Gordon Banks, le Brésil s'impose 1 but à 0. Enfin, Pelé inscrit un doublé contre la Roumanie pour une courte victoire 3 buts à 2 permettant au Brésil de remporter son groupe en faisant le plein de points.
Le Brésil bat ensuite le Pérou 4-2 en quart de finale, sans but de Pelé, puis retrouve un vieux rival, l'Uruguay, en demi-finale. Pour Pelé, il s'agit de l'occasion d'effacer le mauvais souvenir de 1950 pour toute une nation. Mené 0-1, le Brésil s'impose finalement 3-1 ; durant ce match Pelé effectue un grand pont sans toucher la balle devant le gardien de la Celeste, Ladislao Mazurkiewicz, mais il ne réussit pas cependant à cadrer sa frappe après cette feinte prodigieuse. Pelé et la Seleção sont aux portes d'un troisième titre, tout comme l'Italie qu'ils rencontrent en finale. Pelé ouvre le score de la finale d'un but au second poteau sur un centre de Rivelino et offre en fin de match, par une passe aveugle, le quatrième but à Carlos Alberto, celui qui scelle le triomphe brésilien (4-1). Ce troisième titre mondial permet au Brésil de conquérir définitivement la Coupe Jules Rimet. Le défenseur italien Tarcisio Burgnich, adversaire de Pelé lors de la finale déclare : « Avant le match, je me disais : il est en chair et en os, comme moi. J'ai ensuite compris que je m'étais trompé ». Pelé a terminé sa carrière en Coupe du monde avec un record de 10 passes décisives, six passes décisives tout au long de Mexique 1970, ce qui constitue et un record. Pelé compte également trois passes décisives en finale : une contre la Suède en 1958 et deux contre l’Italie en 1970.

### 1974: départ du Brésil et première retraite sportive

Pelé signant un ballon de football pour le président des États-Unis Richard Nixon (1973).

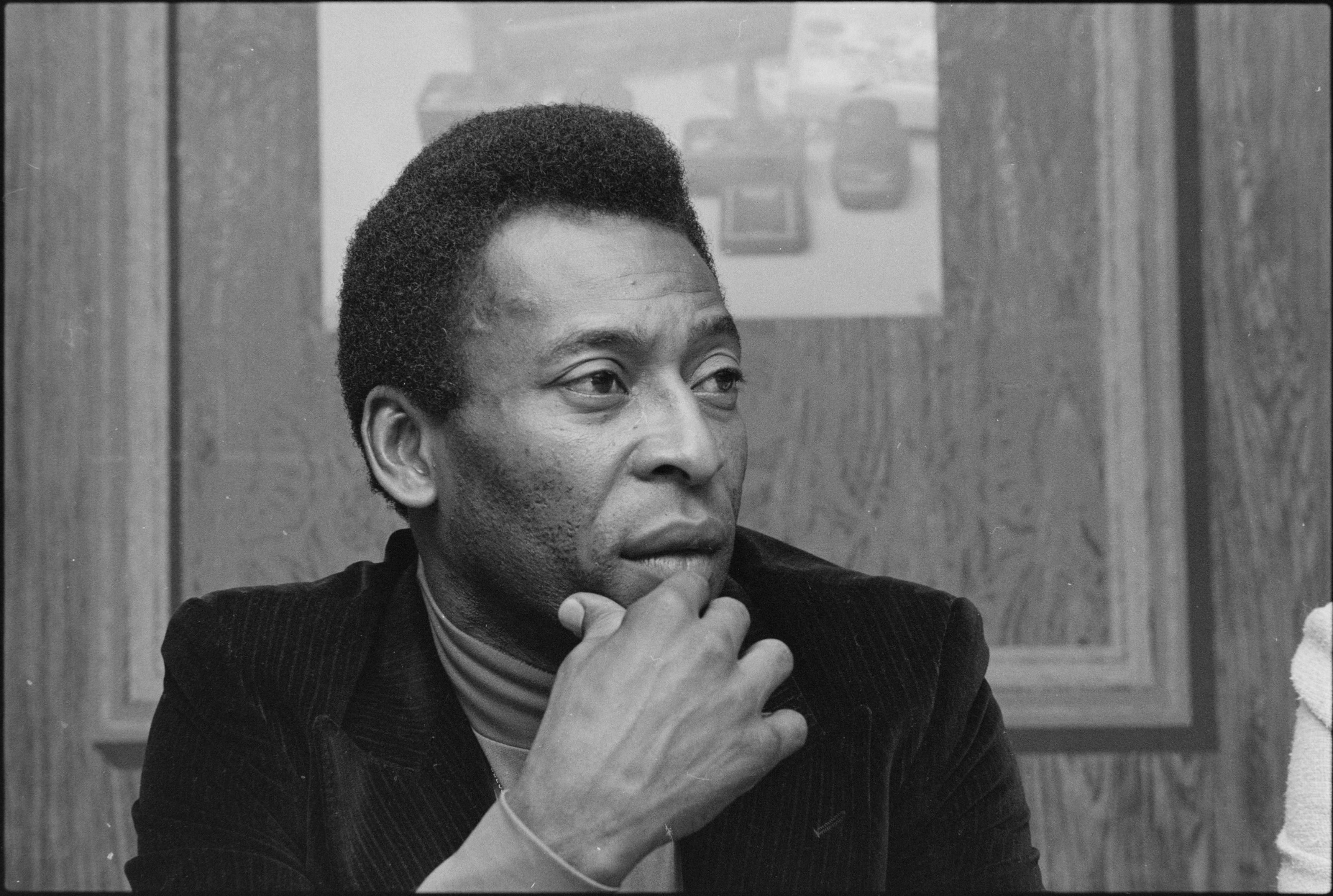
Pelé dans un hôtel à Amsterdam (1981).

Un an après ce titre, Pelé prend sa retraite internationale lors d'un match entre la Seleçao et la Yougoslavie au Maracanã le 18 juillet 1971 (score final : 2-2) sous l'ovation du public qui demande à Pelé de rester, en vain. Il poursuit cependant sa carrière en club, toujours au Santos FC, à travers les différentes compétitions et les tournées amicales dans le monde. C'est lors d'une de ces tournées en Amérique du Nord que Pelé reçoit des offres des États-Unis dès 1971 mais les décline.
En 1973, il signe un contrat avec Pepsi-Cola et à son projet d'ateliers de football pour enfants, en club il continue à réaliser de bonnes performances comme le titre du championnat pauliste remporté, ce qui incite de nombreuses personnes, dont le pouvoir politique, à réclamer le retour de Pelé en sélection pour la Coupe du monde 1974 organisée en Allemagne de l'Ouest, mais celui-ci reste sur sa position de 1971. Fin 1974 à 34 ans, il décide alors de prendre sa retraite définitive contre Ponte Preta après dix-huit années passées au Santos FC.

### 1975: arrivée au Cosmos de New York et retraite définitive
Quelques mois après ce retrait du monde du football, Pelé s'aperçoit que ses affaires en dehors du football ne se portent pas bien. Voyant ses dettes s'accumuler, le joueur brésilien est poussé à jouer un match amical avec le club libanais du Nejmeh Sporting Club pour les liquider. Après avoir reconsidéré les offres des clubs européens où le rythme des matchs est aussi élevé qu'en Amérique du Sud, il décide de s'engager dans le championnat nord-américain : la North American Soccer League (NASL).
Le 10 juin 1975, Pelé signe un contrat de trois ans pour plus de 4,7 millions de dollars avec le Cosmos de New York. L'accord implique également Warner Communications qui obtient les droits d'image de la vedette brésilienne. Pelé s'installe à New York et participe alors à l'essor du football aux États-Unis dans un pays où ce sport reste confidentiel. Après son recrutement, les dirigeants du club new-yorkais décident de changer le maillot du club et reproduit une copie des couleurs du Santos FC.
Lors de sa première saison, qu'il rejoint en cours, il ne permet pas à son club de se qualifier pour la phase finale, toutefois sur le plan économique c'est un véritable succès avec des stades remplis et où de nombreuses personnalités assistent aux matchs de « soccer ». L'année suivante, en 1976, le Cosmos de New York recrute alors de nouveaux joueurs professionnels dont l'international italien Giorgio Chinaglia, l'équipe joue mieux et se qualifie pour les séries éliminatoires mais est battue en quart de finale par les Rowdies de Tampa Bay (1-3). Il décide alors de prolonger sa carrière d'une année. Les matchs à domicile se déroulent depuis peu au Giants Stadium et de nouveau un effort avait été fait sur le recrutement des joueurs : Franz Beckenbauer, Carlos Alberto ou Jomo Sono. Le 27 août 1977, l'équipe parvient en Soccer Bowl (finale du championnat) et Pelé remporte son premier titre de la NASL contre les Seattle Sounders. Avec treize buts et un record de dix-huit passes décisives dans la saison, Pelé est désigné meilleur joueur de la saison par ses pairs.
Après ce titre, Pelé décide d'annoncer sa retraite définitive du football. Pour cela, il organise un match d'adieu entre le Cosmos de New York et le Santos FC le 1er octobre 1977 au Giants Stadium, devant environ 75 000 spectateurs. Il revêt les couleurs du Cosmos de New York en première mi-temps puis celles du Santos FC en deuxième période. À la fin du match, il est soulevé par ses coéquipiers et effectue un tour d'honneur, Pelé n'arrivant pas à retenir ses larmes. Il est âgé alors de 37 ans. Il joue par la suite d'autres matchs, mais seulement amicaux à l'occasion d'autres jubilés ou de rencontres organisées par la Fédération internationale de football association (FIFA).

## Activités hors du football

### Action humanitaire
En 1977, il arrête définitivement le football. J.B. Pinheiro, ambassadeur du Brésil à l'Organisation des Nations unies (ONU), déclare que « Pelé a joué 22 ans au football et durant cette période, il a fait plus pour l'amitié et la fraternité que n'importe quel autre ambassadeur ». Le 1er octobre 1977 de cette même année, l'ONU lui décerne le titre de « Citoyen du monde ». Il décide alors de s'engager dans des actions liées au football ou humanitaires, il travaille tout d'abord à la commission du fair-play à la Fédération internationale de football association (FIFA) puis devient ambassadeur de bonne volonté pour le Fonds des Nations unies pour l'enfance (UNICEF), notamment dans l'éducation et la santé des enfants, où il n'hésite pas à participer à des manifestations de collecte de fonds. Il a appuyé le téléthon télévisé pour les enfants en difficulté et le gala qu'Ute-Henriette Ohoven, ambassadrice de bonne volonté de l'Organisation des Nations unies pour l'éducation, la science et la culture (UNESCO), organise tous les ans afin de collecter des fonds pour l'éducation des enfants qui sont dans le besoin. Il utilise sa renommée pour promouvoir les activités de l'organisation. Il a participé au « parti du cœur 2000 » qui s'est tenu à Rome, en Italie, pour appuyer le processus de paix israélo-palestinien, en montrant une fois de plus son engagement, et pour tenter d'unir les parties ennemies grâce au langage du football.
Entre l'action humaniste culturelle et l'action politique, Pelé a clairement exprimé son soutien à la langue internationale espéranto en déclarant : « L'espéranto sera très utile en général pour les sportifs, pour les rapprocher et leur faciliter des relations amicales et sportives »,.

### Carrière politique
Après la dictature dans son pays, de nombreux gouvernements souhaitent que Pelé prenne en main le ministère des Sports au Brésil. Après deux refus à Tancredo Neves en 1985 puis à José Sarney en 1989, Pelé accepte le poste proposé par Fernando Henrique Cardoso. Cette nomination intervient un an après les accusations de corruption de Pelé envers Ricardo Teixeira, le président de la Confédération brésilienne de football, qui lui a valu une plainte de ce dernier et d'être banni du tirage au sort par João Havelange de la Coupe du monde 1994 organisée aux États-Unis.
Il décide de refondre structurellement l'organisation du football au Brésil mais se heurte à certains présidents de clubs, car il souhaite que les clubs publient les bilans annuels. Il se heurte également à la Confédération brésilienne de football dont João Havelange dans sa tentative de doter le championnat du Brésil d'une ligue indépendante sur l'exemple du championnat d'Angleterre. Finalement, en fin d'exercice en 1998, il parvient à faire aboutir son projet de loi appelé la « loi Pelé » qui est une adaptation à l'arrêt Bosman en Europe pour permettre aux footballeurs de s'engager où ils le désirent.

## Vie privée

### Habitudes
Pelé avait l'habitude de parler de lui-même à la troisième personne.

### Relations et enfants
Le 21 février 1966, Pelé épouse Rosemeri dos Reis Cholbi, dont il a deux filles, Kelly Cristina, née le 13 janvier 1967 et Jennifer, née en 1978, ainsi qu'un fils, Edinho, né le 27 août 1970. Le couple se sépare en 1980 et divorce en 1982. Entre 1981 et 1986, il fréquente la présentatrice de télévision, Xuxa, qui était mannequin à l'époque. En 1990, Pelé commence à fréquenter la psychologue et chanteuse de gospel Assíria Seixas Lemos. Ils se marient en avril 1994 et le couple donne naissance le 28 septembre 1996 aux jumeaux Joshua et Celeste. Ils se séparent ensuite. En juillet 2016, il épouse la femme d'affaires d'origine japonaise de 24 ans sa cadette, Marcia Cibele Aoki.
Pelé a eu au moins deux enfants avec d'anciennes compagnes. Sandra Regina Machado née le 24 août 1964, est la fille d'une femme de chambre, Anisia Machado ; elle s'est battue des années pour être reconnue par Pelé, qui a refusé de se soumettre aux tests ADN. Cependant, elle a été reconnue par les tribunaux comme étant sa fille. Pelé ne l'a jamais reconnue, même après son décès d'un cancer en 2006. Pelé a eu une autre fille, Já Flávia Kurtz, issue d'une relation extra-conjugale et née en 1970, avec la journaliste Lenita Kurtz. Il a reconnu Flavia comme sa fille.

### Problèmes de santé
En 1977, après une chute lors d'un match, il se retrouve avec la côte cassée et cette dernière endommage son rein droit qui lui est finalement retiré. Il apparait depuis 2017, lors de plusieurs évènements, notamment lors du tirage au sort de la Coupe du monde 2018, en fauteuil roulant car ayant du mal à se déplacer, selon son fils Edinho, Pelé souffrirait de ce manque de mobilité et serait en « dépression ».

### Mort
Opéré d'une tumeur « suspecte » au niveau du côlon en septembre 2021, Pelé quitte l'hôpital à la fin du mois et poursuit une chimiothérapie pour traiter son cancer,. Admis à nouveau à l'hôpital Albert Einstein de São Paulo le 29 novembre 2022, son état est jugé comme « préoccupant ». Le 22 décembre 2022, l'hôpital indique que son état de santé s'aggrave et qu'une insuffisance « rénale et cardiaque » nécessite des soins « plus importants »,. Le 29 décembre 2022, il meurt à l'âge de 82 ans, des suites de son cancer,. L'hôpital évoque un décès lié à « une défaillance de multiples organes »,.
Les réactions sont nombreuses, Luiz Inácio Lula da Silva, le président de la république fédérative du Brésil élu estime que « peu de Brésiliens ont porté le nom de notre pays aussi loin que lui » et qu'« il n'y a jamais eu de numéro 10 comme lui ». Michel Platini ajoute que Pelé « était tout le football », Kylian Mbappé que « son héritage ne sera jamais oublié » et Neymar que « Pelé a tout changé. Il a transformé le football en art, en divertissement »,,.
Le gouvernement brésilien décrète un deuil national de trois jours à la suite de son décès,,. O Rei (en français : « le roi ») est enterré à Santos, dans l'intimité familiale, après une veillée funèbre ouverte au public au stade Urbano-Caldeira du Santos FC.

## Buts mémorables

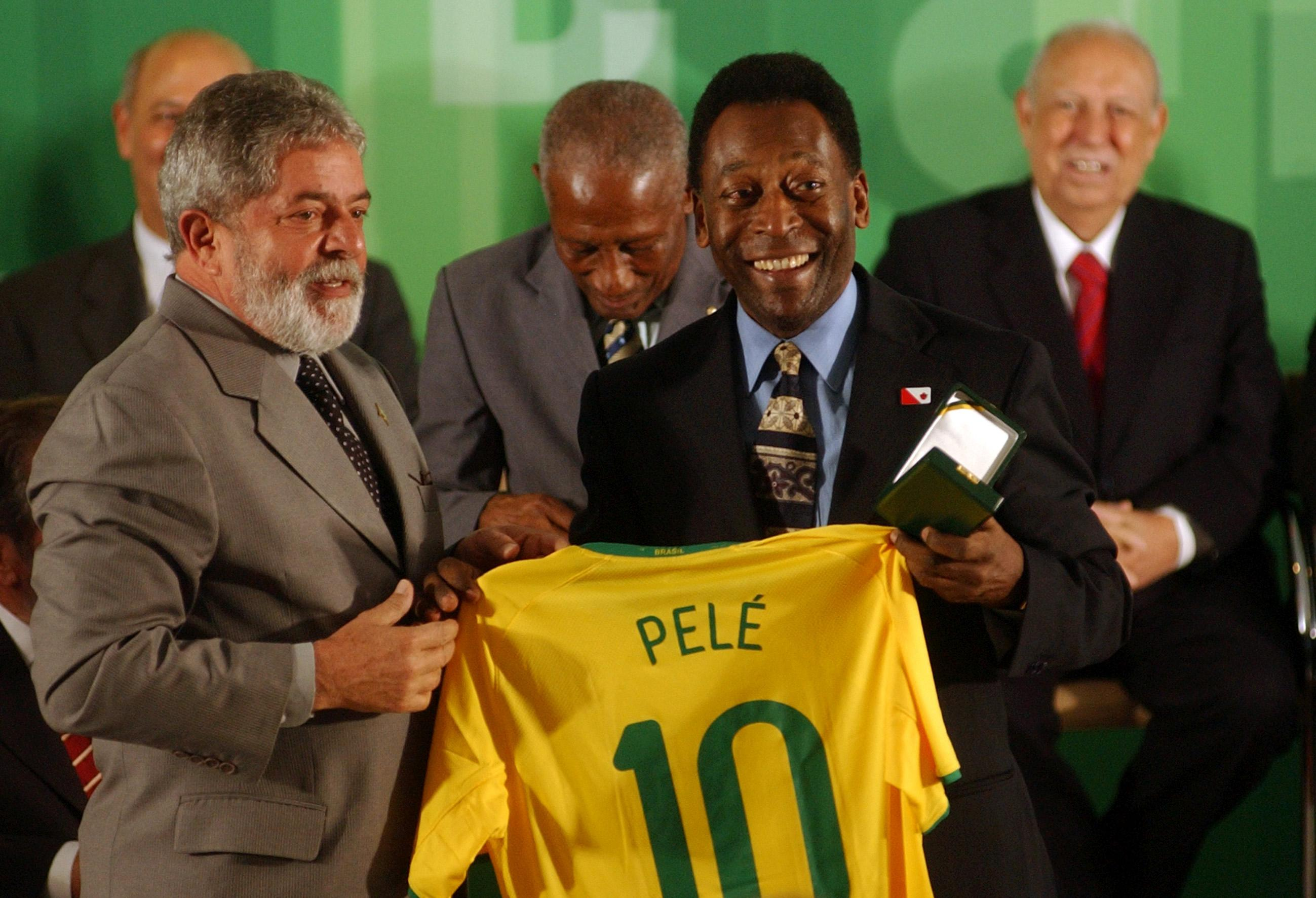
Pelé et le président de la république fédérative du Brésil, Lula, lors du 50Ème anniversaire de la Coupe du monde 1958 en 2008.

En 1958, il marque deux buts en finale de la Coupe du monde contre la Suède : pour le premier, il réceptionne un centre de Nílton Santos avec un contrôle orienté de la poitrine qui lui permet d'éliminer Sigge Parling, puis lobe Bengt Gustavsson avec un coup du sombrero avant de reprendre de volée. Pour le second, il coupe de la tête un centre de Mário Zagallo après avoir gagné son duel aérien avec Sven Axbom. Sigge Parling, également présent sur cette action, confiera plus tard avoir eu « envie de l'applaudir » à ce moment-là.
Selon lui, son plus beau but a été réalisé au stade Rua Javari lors d'une rencontre du championnat de São Paulo contre la Juventude le 2 août 1959. L'animation est incluse dans Pelé Eterno, un documentaire sur sa carrière. Il part de l'angle de la surface de réparation, lobe successivement quatre adversaires dont le gardien, sans permettre au ballon de toucher le sol, et termine cette action par une tête.
Le 5 mars 1961, il marque le « plus beau but de l'histoire du Maracanã » (selon l'inscription d'une plaque commémorative au pied de la tribune d'honneur du stade), lors d'un match entre le Fluminense FC et le Santos FC et devant 120 000 spectateurs. Pelé remonte seul le ballon sur 70 mètres et élimine sept joueurs. Il marque le but en prenant le gardien du Fluminense FC à contrepied avec une frappe liftée. Même les spectateurs du Fluminense FC, battu 3 buts à 1, viendront embrasser Pelé, à la fin du match,.
En 1970, il marque en finale, à Mexico, le 100e but du Brésil en Coupe du monde, ouvrant le score face à l'Italie. Une tête piquée reprise très haut. « J'ai ressenti quelque chose de spécial après ce but, parce que j'ai marqué de la tête. Mon père, qui était joueur lui aussi, a marqué une fois cinq buts de la tête dans le même match. C'est un record que je n'ai jamais pu battre », expliqua-t-il plus tard. Ce même jour, il effectue une passe en aveugle mémorable dans le dos de la défense italienne pour le compte de son capitaine, Carlos Alberto qui marque le but du 4-1, score final. Lors de cette même compétition, trois actions de Pelé vont rester dans les mémoires, même si elles ne donnent pas de buts : il tente un lob de 50 mètres au-dessus du gardien tchécoslovaque Ivo Viktor, la balle passe à quelques centimètres du poteau, et il effectue un grand pont sans toucher le ballon sur le gardien uruguayen Ladislao Mazurkiewicz en demi-finale, mais une fois passé derrière le gardien, il ne parvient pas à cadrer sa frappe. Face à l'Angleterre au premier tour, Pelé frappe une tête piquée à bout portant au premier poteau, Gordon Banks effectue une parade réflexe qui sera qualifiée d'« arrêt du siècle ». « Aujourd'hui, j'ai marqué un but mais Gordon Banks l'a arrêté », dit le Brésilien à chaud.

## Style de jeu
S'il a un physique commun, — il mesure 1,70 m et pèse 67 kg en 1958 —, Pelé possède des qualités techniques et athlétiques hors-normes. Joueur complet, il impressionne très tôt par sa classe. Pour Jean Snella, le sélectionneur de l'équipe de France à la Coupe du monde 1958, il n'a « aucun défaut, car il est solide, rapide et possède une technique parfaite, une frappe de balle remarquable. Il joue de la tête et fait preuve d’une rare intelligence ».
Rapide, doué d'une incroyable détente verticale (comme sur le but inscrit de la tête en finale de la Coupe du monde 1970), le Brésilien jouissait d'une aisance technique sur le terrain qui le faisait passer pour le meilleur de son époque. Il était capable de réaliser les gestes les plus techniques avec une très grande facilité. Il était aussi capable d'en réaliser beaucoup et régulièrement. En 1958 comme en 1970, il tenta et réussit des gestes d'anthologie. Il est un des joueurs avec le plus de passes décisives dans l'histoire du football, 369,,.

## Palmarès
Pelé il a été reconnu comme le plus grand joueur de l'histoire par la  FIFA et CIO,,.
Si Pelé est considéré comme le meilleur joueur de tous les temps,,,, c'est surtout grâce à son impact sur le football toutes époques confondues avec des performances et de nombreux records restés inégalés jusqu'à ce jour[Quand ?]. De ses débuts professionnels à 16 ans à sa retraite internationale, Pelé a pratiquement éclipsé tous les autres joueurs de son époque, même au niveau de la précocité (plus jeune vainqueur en Coupe du monde, gagnée à 17 ans, et plus jeune buteur de l'histoire de cette compétition).

### Titres
Pelé est à ce jour[Quand ?] le seul joueur à avoir gagné trois Coupes du monde (1958, 1962 et 1970). Blessé lors du match de premier tour contre l'Espagne en 1962, Pelé ne dispute toutefois pas les trois matches à élimination directe (quart de finale, demi-finale et finale) lors de l'édition chilienne. Il a néanmoins marqué lors de quatre Coupes du monde différentes, totalisant 12 buts.
L'équipe du Brésil n'a jamais perdu un seul match lorsque le tandem Pelé et Garrincha était sur le terrain.

« Pelé a dépassé les limites de la logique. »

— Johan Cruyff
| Santos FC (23) | NY Cosmos (1)                    | Brésil (3)                                                                              |
| --- | -------------------------------- | --------------------------------------------------------------------------------------- |
| - Champion de l'État de Sao Paulo (10) - Vainqueur : 1958, 1960, 1961, 1962, 1964, 1965, 1967, 1968, 1969 et 1973 - Taça Brasil (5) - Vainqueur : 1961, 1962, 1963, 1964 et 1965 - Tournoi Roberto-Gomes-Pedrosa (1) - Vainqueur : 1968 - Copa Libertadores (2) - Vainqueur : 1962 et 1963 - Coupe intercontinentale (2) - Vainqueur : 1962 et 1963 - Supercoupe des champions intercontinentaux (1) - Vainqueur : 1968 | - N.A.S.L (1) - Vainqueur : 1977 | - Coupe du monde (3) - Vainqueur : 1958, 1962 et 1970 - Copa América - Finaliste : 1959 |

### Distinctions
- Élu « Athlète du siècle » par le Comité international olympique (CIO)[84].
- Sacré « joueur du XXe siècle » par la FIFA[85].
- Élu meilleur joueur mondial du siècle (IFFHS).
- Élu Champion du siècle en 1981 par le journal L'Équipe Magazine (à la suite d'un vote de vingt journaux sportifs mondiaux) devant Jesse Owens et Eddy Merckx[86].
- 11 fois meilleur buteur du Championnat de l'État de Sao Paulo : 1957 (17 buts), 1958 (58 buts), 1959 (45 buts), 1960 (33 buts), 1961 (47 buts), 1962 (37 buts), 1963 (22 buts), 1964 (34 buts), 1965 (49 buts), 1969 (26 buts), 1973 (11 buts).
- Meilleur joueur sud-américain de l'année : 1973.
- Meilleur buteur de la Copa América : 1959 (8 buts).
- Ambassadeur pour l'ONU et l'UNESCO à l'Éducation, l'Écologie et l'Environnement[87].
- Grand Prix de l'Académie des sports en 1970.
- Meilleur joueur de la Coupe du monde 1970.
- Nommé dans la Dream Team FIFA[88].
- FIFA Ballon d'Or Prix d'Honneur en 2014[89].
- Membre de la Ballon d'Or Dream Team en 2020.
- En août 2024 à Paris, l'Association internationale de la presse sportive (AIPS) à l'occasion de son 100e anniversaire il est classé 4e dans le classement des sportifs et meilleur footballeur du siècle[90],[91].
- Chevalier de la Légion d'honneur

#### Décorations internationales
- Ordre olympique échelon argent (Comité international olympique), le 17 juin 2016[92].

### Records

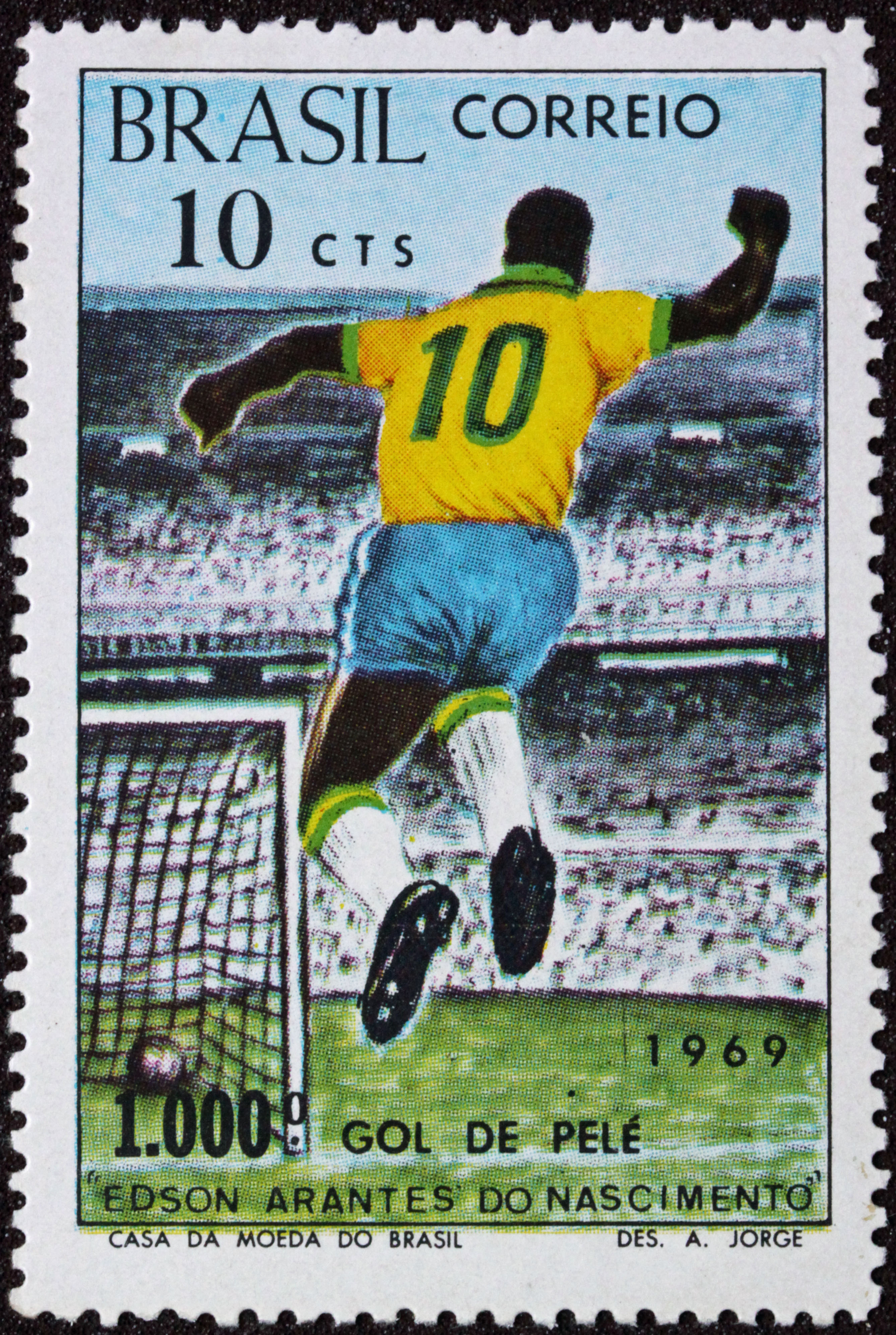
Timbre en l'honneur du 1000e but de Pelé.

Pelé cumule les records. Le 19 novembre 1969, contre le Vasco da Gama FC, il avait inscrit son 1000e but dans un délire indescriptible au Maracanã. Il marquera six fois cinq buts dans le même match au cours de sa carrière, 30 fois quatre buts et 92 fois trois buts. Son record de buts en un seul match est de huit, contre le Botafogo FR en 1964. Au total, on compte 1324 buts en 1413 matches, 778 en matches officiels et 77 buts (47 passes décisives) en 92 sélections internationales,,. Pelé figure parmi les seuls joueurs ayant à la fois remporté une Coupe du monde et étant détenteurs du record de buts avec leur équipe nationale au même titre que Lionel Messi (102 buts),Miroslav Klose (71 buts), David Villa (59 buts) et Olivier Giroud (54 buts).

## Statistiques
Statistiques officielles de Pelé
| Club/Sélection         | Matchs | Buts |
| ---------------------- | ------ | ---- |
| Santos FC              | 665    | 643  |
| New York Cosmos        | 64     | 37   |
| Brésil                 | 92     | 77   |
| Brésil (rg. sélection) | 6      | 3    |
| Sélection militaire    | 4      | 4    |
| Sélection de São Paulo | 15     | 12   |
| Autres sélections      | 5      | 2    |
| Total                  | 851    | 778  |

| Santos FC | 1956  | 0   | 0   |    |    |    |    |    |    | 0   | 0   |    |    |    |    |   |   | 0   | 0   | 2   | 2   | 2    | 2    |
| Santos FC | 1957  | 29  | 36  | 9  | 5  |    |    |    |    | 38  | 41  |    |    |    |    |   |   | 38  | 41  | 29  | 16  | 67   | 57   |
| Santos FC | 1958  | 38  | 58  | 8  | 8  |    |    |    |    | 46  | 66  |    |    |    |    |   |   | 46  | 66  | 14  | 14  | 60   | 80   |
| Santos FC | 1959  | 32  | 44  | 7  | 6  |    |    |    |    | 39  | 50  | 4  | 2  |    |    |   |   | 43  | 54  | 40  | 47  | 83   | 100  |
| Santos FC | 1960  | 30  | 33  | 3  | 0  |    |    |    |    | 33  | 33  | -  | -  | -  | -  | - | - | 33  | 33  | 34  | 26  | 67   | 59   |
| Santos FC | 1961  | 26  | 47  | 7  | 8  |    |    |    |    | 33  | 55  | 5  | 7  | -  | -  | - | - | 38  | 62  | 36  | 48  | 74   | 110  |
| Santos FC | 1962  | 26  | 37  | -  | -  |    |    |    |    | 26  | 37  | 5  | 2  | 4  | 4  | 2 | 5 | 37  | 48  | 13  | 14  | 50   | 62   |
| Santos FC | 1963  | 19  | 22  | 8  | 14 |    |    |    |    | 27  | 36  | 4  | 8  | 4  | 5  | 1 | 2 | 36  | 51  | 16  | 16  | 52   | 67   |
| Santos FC | 1964  | 21  | 34  | 4  | 3  |    |    |    |    | 25  | 37  | 6  | 7  | -  | -  | - | - | 31  | 44  | 16  | 13  | 47   | 57   |
| Santos FC | 1965  | 28  | 49  | 7  | 5  |    |    |    |    | 35  | 54  | 4  | 2  | 7  | 8  | - | - | 46  | 64  | 20  | 33  | 66   | 97   |
| Santos FC | 1966  | 14  | 13  | -  | -  |    |    |    |    | 14  | 13  | 5  | 2  | -  | -  | - | - | 19  | 15  | 19  | 16  | 38   | 31   |
| Santos FC | 1967  | 18  | 16  |    |    | 14 | 9  |    |    | 32  | 25  | -  | -  | -  | -  | - | - | 32  | 25  | 33  | 30  | 65   | 55   |
| Santos FC | 1968  | 21  | 17  |    |    | 17 | 11 |    |    | 38  | 28  | -  | -  | -  | -  | - | - | 38  | 28  | 35  | 26  | 73   | 56   |
| Santos FC | 1969  | 25  | 26  |    |    | 12 | 12 |    |    | 37  | 38  |    |    | -  | -  | - | - | 37  | 38  | 24  | 19  | 61   | 57   |
| Santos FC | 1970  | 15  | 7   |    |    | 13 | 4  |    |    | 28  | 11  |    |    | -  | -  | - | - | 28  | 11  | 26  | 36  | 54   | 47   |
| Santos FC | 1971  | 19  | 6   |    |    |    |    | 21 | 1  | 40  | 7   |    |    | -  | -  | - | - | 40  | 7   | 32  | 23  | 72   | 30   |
| Santos FC | 1972  | 20  | 9   |    |    |    |    | 16 | 5  | 36  | 14  |    |    | -  | -  | - | - | 36  | 14  | 38  | 36  | 74   | 50   |
| Santos FC | 1973  | 19  | 11  |    |    |    |    | 30 | 19 | 49  | 30  |    |    | -  | -  | - | - | 49  | 30  | 17  | 22  | 66   | 52   |
| Santos FC | 1974  | 10  | 2   |    |    |    |    | 17 | 9  | 27  | 11  |    |    | -  | -  | - | - | 27  | 11  | 18  | 9   | 45   | 20   |
| Santos FC | Total | 410 | 467 | 53 | 49 | 56 | 36 | 84 | 34 | 605 | 589 | 33 | 30 | 15 | 17 | 3 | 7 | 656 | 642 | 462 | 446 | 1118 | 1088 |

| Club      | Saison | NASL | NASL | Play-offs | Play-offs | Matchs officiels | Matchs officiels | Autres | Autres | Total | Total |
| Club      | Saison | M    | B    | M         | B         | M                | B                | M      | B      | M     | B     |
| --------- | ------ | ---- | ---- | --------- | --------- | ---------------- | ---------------- | ------ | ------ | ----- | ----- |
| NY Cosmos | 1975   | 9    | 5    | -         | -         | 9                | 5                | 14     | 12     | 23    | 17    |
| NY Cosmos | 1976   | 22   | 13   | 2         | 2         | 24               | 15               | 18     | 11     | 42    | 26    |
| NY Cosmos | 1977   | 25   | 13   | 6         | 4         | 31               | 17               | 11     | 6      | 42    | 23    |
| NY Cosmos | Total  | 56   | 31   | 8         | 6         | 64               | 37               | 43     | 29     | 107   | 66    |

### En sélection nationale
| Saison                | Sélection             | Phases finales        | Phases finales | Phases finales | Éliminatoires CDM | Éliminatoires CDM | Matchs amicaux | Matchs amicaux | Total | Total |
| Saison                | Sélection             | Compétition           | M              | B              | M                 | B                 | M              | B              | M     | B     |
| --------------------- | --------------------- | --------------------- | -------------- | -------------- | ----------------- | ----------------- | -------------- | -------------- | ----- | ----- |
| 1956-1957             | Brésil                | Copa América 1957     | -              | -              | -                 | -                 | 2              | 2              | 2     | 2     |
| 1957-1958             | Brésil                | Coupe du monde 1958   | 4              | 6              | -                 | -                 | 3              | 3              | 7     | 9     |
| 1958-1959             | Brésil                | Copa América 1959     | 6              | 8              | -                 | -                 | 1              | 0              | 7     | 8     |
| 1959-1960             | Brésil                | Copa América 1959     | -              | -              | -                 | -                 | 8              | 7              | 8     | 7     |
| 1961-1962             | Brésil                | Coupe du monde 1962   | 2              | 1              | -                 | -                 | 6              | 7              | 8     | 8     |
| 1962-1963             | Brésil                | Copa América 1963 4e  | -              | -              | -                 | -                 | 7              | 7              | 7     | 7     |
| 1963-1964             | Brésil                | -                     | -              | -              | -                 | -                 | 3              | 2              | 3     | 2     |
| 1964-1965             | Brésil                | -                     | -              | -              | -                 | -                 | 7              | 8              | 7     | 8     |
| 1965-1966             | Brésil                | Coupe du monde 1966   | 2              | 1              | -                 | -                 | 8              | 5              | 10    | 6     |
| 1967-1968             | Brésil                | -                     | -              | -              | -                 | -                 | 2              | 2              | 2     | 2     |
| 1968-1969             | Brésil                | -                     | -              | -              | -                 | -                 | 8              | 3              | 8     | 3     |
| 1969-1970             | Brésil                | Coupe du monde 1970   | 6              | 4              | 6                 | 6                 | 7              | 3              | 19    | 13    |
| 1970-1971             | Brésil                | -                     | -              | -              | -                 | -                 | 4              | 2              | 4     | 2     |
| Total sur la carrière | Total sur la carrière | Total sur la carrière | 20             | 20             | 6                 | 6                 | 66             | 51             | 92    | 77    |

## Filmographie
- 1963 : Monde de nuit (Il mondo di notte numero 3) de Gianni Proia : lui-même
- 1969 : Os Estranhos : Plínio Pompeu
- 1971 : O Barão Otelo no Barato dos Bilhões : Dr Arantes / Lui-même
- 1972 : A Marcha : Chico Bondade
- 1979 : Os Trombadinhas : ?
- 1981 : À nous la victoire (Victory) : le caporal Luis Fernandez
- 1983 : A Minor Miracle : Pelé
- 1985 : Pedro Mico : ?
- 1986 : Os Trapalhões e o Rei do Futebol : Nascimento
- 1987 : Hotshot : Santos
- 1989 : Solidão, Uma Linda História de Amor : ?
- 2016 : Pelé : Naissance d'une légende (Pelé: Birth of a Legend) : l'homme assis à l'hôtel
- 2021 : Pelé (documentaire) : lui-même

## Notoriété
Icône mondiale, Pelé est le symbole d'un nouvel optimisme brésilien au début des années 1990. Vedette sportive, sa notoriété dépasse le cadre du football et le joueur reçoit des audiences avec plusieurs papes, rois, et plusieurs dizaines de présidents. La Coupe du monde de football 1962 terminée, des clubs européens huppés ont proposé des sommes importantes pour engager le jeune joueur. Le gouvernement brésilien déclara cependant Pelé « trésor national non exportable », ce qui empêcha son transfert.
En 1970, les deux factions impliquées dans la guerre civile au Nigéria se sont entendues sur un cessez-le-feu de quarante-huit heures pour regarder Pelé donner un match d'exhibition à Lagos,,. Il a fait la promotion du médicament commercial Viagra pour le compte des laboratoires Pfizer,. Le slogan en français était : « Parce que je suis un homme ».

## Pelé dans la culture populaire
Pelé a été l'un des premiers Noirs à faire la couverture du magazine Life.
Dans la ville de Santos, le 19 novembre est consacré « jour Pelé ». C'est l'anniversaire de son 1000e but, inscrit au Maracanã,.
Pelé a été la première personnalité sportive représentée dans un jeu vidéo avec le jeu Pelé's Soccer sur Atari 2600.
En Formule 1, lors des Grands Prix automobile du Brésil, il a remis à plusieurs reprises les trophées. Toutefois, en 2002, chargé d'agiter le drapeau à damier pour signifier la fin de course, il manqua le franchissement de ligne du premier : Michael Schumacher.
Pelé a publié plusieurs autobiographies, tenu la vedette dans des documentaires et composé divers morceaux de musique, dont la musique du film Pelé en 1977. Il peut aussi se targuer d'un caméo en compagnie de nombreux autres footballeurs bien connus des années 1960 et 1970, dans le film À nous la victoire. Ce dernier relate une tentative d'évasion d'un camp de prisonniers nazi.
Le 9 février 2007, des investisseurs brésiliens, ayant comme ambassadeur Pelé, ont signé à Genève un partenariat unique en son genre avec le club de football suisse FC Lausanne-Sport. Le projet intitulé « Campus Pelé » permettra au FC Lausanne-Sport de bénéficier de joueurs formés dans une académie de São Paulo, ainsi que d'obtenir un important soutien financier. En contrepartie, cet accord permettra aux investisseurs brésiliens d'ouvrir une vitrine en Europe aux joueurs issus de l'académie de São Paulo.
Le 26 avril 2023, mot « pelé » fait son entrée dans le dictionnaire Michaelis, un ouvrage de langue portugaise édité au Brésil, en tant que substantif adjectif faisant référence au footballeur brésilien. Le mot « pelé » est alors synonyme des mots « exceptionnel », « unique », « incomparable »,,.

## Publications
- Pelé, Ma vie et ce jeu merveilleux, Robert Laffont, 1978.
- Pelé, Alex Bellos et Orlando Duarte, Ma Vie, Flammarion, 2006, 368 p. (ISBN 978-2080689122).
- Pelé, Ma vie de footballeur, Globe, 2014, 320 p. (ISBN 978-2211218344).